# Egon Jonason
Carl Egon Gabriel Jonason, född 6 april 1920 i Lund, död 2 augusti 1985 i Vaxholm, var en svensk arkitekt.
Jonason, som var son till kyrkoherde Carl Jonason och Hildegard Thulin, avlade studentexamen i Stockholm 1940 och utexaminerades från Chalmers tekniska högskola 1948. Han var anställd hos professorerna Nils Ahrbom och Helge Zimdal i Stockholm, arkitekt Ture Ryberg samt professor Sven Ivar Lind 1948–1954 och bedrev egen verksamhet i Stockholm från 1954. Han ritade bland annat villor, radhus, hyres-, affärs- och kontorshus, industribyggnader och kyrkor.